# 백화 (소설)
《백화》(百花)는 카와무라 겐키의 일본 장편 소설이다. 2019년 5월 15일 분게이슌주에서 출판되었으며, 이후 2021년 7월 7일에 문고판으로 출판되었다.
가와무라는 알츠하이머 치매를 앓고 있는 할머니와 다양한 치매 환자와 그 가족, 의료 및 간호 인력의 이야기를 듣고 이 소설을 썼다.
2022년 9월 9일에 영화판이 개봉되었다.

## 서적 정보
카와무라 겐키 "백화"
- 단행본: 2019년 5월 15일 발매, 분게이슌주, ISBN 978-4-16-391003-1
- 단행본: 2021년 7월 7일 발매, 분게이슌주, ISBN 978-4-16-791716-6

## 영화
《백화》(일본어: 百花)는 2022년 9월 9일에 공개된 일본의 영화이다. 스다 마사키, 하라다 미에코가 주연을 맡았으며, 원작자인 카와무라 겐키가 감독을 맡았다. 또한 이 작품은 카와무라의 첫 장편 영화 작품이다.
이 영화는 일본에서는 도호에 의해 배급 되었으며, 가가는 일본 이외의 배급을 담당했다.
중요한 장면 촬영이 이뤄진 스와호에서 열린 스와호 가을 불꽃놀이로 본작이 전국 일제 공개되는 것을 기념한 불꽃놀이도 발사되었다. 이 외에 고베시에서도 촬영이 이루어졌다.
같은 해 9월 25일에는 산세바스티안 국제 영화제에서 최우수 감독상을 수상했다.

## 출연
- 카사이 이즈미: 스다 마사키 (아역: 아이토 쿠와나)
- 카사이 유리코: 하라다 미에코
- 카사이 카오리: 나가사와 마사미
- 오사와 테츠야: 키타무라 유키야
- 나가이 쇼타로: 아마네 오카야마
- 타나베 미사키: 카와이 유미
- 사토 마사유키: 나가츠카 케이지
- 세키 아야노: 이타야 유카
- 쿠도 메구미: 스가노 미스즈
- 아사바 요헤이: 나가세 마사토시
- 칸즈키 토모코: 우라베 후사코
- 니카이도 하루요: 보쿠모토 사키코
- 오사토: 마츠미 요헤이
- 카사이 요코: 테라다 미치에
- 메구미의 딸: 요시다 마이카, 요시다 모에카
- 카사이 히나타: 이토 미츠유키
- 하나야: 쿠라바시 카이리

## 스태프
- 원작: 카와무라 겐키 「백화」(분게이슌주)
- 감독: 카와무라 겐키
- 각본: 히라세 켄타로, 카와무라 겐키
- 작곡: 아미모리 쇼헤이
- 주제가: KOE 「Hello,I am KOE」(Yaffle 프로듀싱)
- 프로듀서: 마츠오카 히로야스
- 공동 프로듀서: 니시 아라타, 요다 타츠미, 후루사와 요시히로, 오카다 타케시, 와타나베 아키히토, 유미야 세이호, 시오타 이치, 이마무라 토시아키, 히로타 카츠미, 오쿠무라 케이지, 스즈키 타카유키, 나카베 요시토
- 총괄 프로듀서: 우스이 히로시, 코타케 사토미
- 프로듀서: 야마다 켄지, 이토 타이치
- 라인 프로듀서: 요코이 요시토
- 조명: 타츠야 히라야마
- 음향: 야노 마사토
- 아트 디자이너: 스기모토 료
- 장식: 모기 유타카
- 편집: 세야 사쿠라
- 헤어 & 메이크업 디자인: 카츠히코 유미
- 캐스팅: 타바타 토시에
- 음향 효과: 키타와 마사야
- 감독보: 히라세 켄타로
- 조감독: 나카사토 요이치
- 제작: 스가이 토시야
- 음악 프로듀서: 나루카와 사요코
- 홍보 프로듀서: 미야 치카코
- 미디어 프로모션: 아키야마 토모미, 우에노 미호
- 배급: 도호
- 해외 배급: 가가
- 제작: AOI Pro.
- 제작: 「백화」 제작 위원회(도호, TV 아사히, 가가, STORY inc., EMI 레코드, 로손 엔터테인먼트, JR 동일본 기획, AOI Pro., 아사히 방송 TV, 마이니치 신문, 일본 출판 판매, Filmarks, 분게이슌주)